# Кузьмин, Александр Вадимович
Александр Вадимович Кузьмин (латыш. Aleksandrs Kuzmins; 10 октября 1984[…], Рига — 23 августа 2021, Рига) — латвийский юрист-правозащитник, общественный деятель, политик, публицист. Занимался правозащитной деятельностью в Латвийском комитете по правам человека (ЛКПЧ), членом правления которого — с правом подписи — являлся (с 2010 г.). Являлся членом правления партии Русский союз Латвии (РСЛ) — с 2008 года. Депутат Рижской думы от РСЛ с августа 2020 г., ранее уже избирался депутатом 2005—2009 гг. (от той же партии, тогда — ЗаПЧЕЛ) — став тогда, по некоторому утверждению, самым молодым депутатом в истории думы. В 2018 году фелло OHCHR. LL.M. Являлся единственным представителем заявителя в выигранном деле Петрова против Латвии (ЕСПЧ, 2014). С 2009 года помощник депутата Европейского парламента Татьяны Жданок.

## Биография
Закончил Рижскую среднюю школу имени Гердера (учился в 1991—2002 гг.) и юридический факультет Латвийского университета (магистр права; учился с 2002 г.); выпускник 2006 года Московской школы политических исследований (ныне Московская школа гражданского просвещения); также получил дополнительное образование в Рижской юридической высшей школе по специальности «юридическая лингвистика» (2016). Магистр конституционного и административного права (2010) и магистр юридической лингвистики (2016). Также стажировался по правам человека в ООН (2018).
«Свою правозащитную деятельность он начал ещё со школьной скамьи», — когда вместе с одноклассниками «принимал самое активное участие в уличных демонстрациях школьников против принятия школьной реформы 2004 года», — указывал Латвийский комитет по правам человека.
С 2001 года активист, с 2002 года — член ЗаПЧЕЛ («За права человека в единой Латвии» — с 2014 года это Русский союз Латвии). С 2003 года работал в Штабе защиты русских школ, создал там школьный комитет. С того же года помощник депутата Сейма Латвии Андрея Толмачёва (по 2005). С 2004 года начал проводить юридические консультации в ЛКПЧ, также редактировал zapchel.lv, где и публиковался. Годом ранее начал публиковаться в газете «Ракурс». С 2005 года избран депутатом Рижской думы от ЗаПЧЕЛ, став самым молодым депутатом думы, он также являлся секретарём думской фракции ЗаПЧЕЛ. С того же года — член правления Молодёжной организации ЗаПЧЕЛ, а с 2008 года — член правления ЗаПЧЕЛ, затем — РСЛ.
С 2009 года помощник депутата Европейского парламента Татьяны Жданок. Был членом правления Латвийской ассоциации жильцов денационализированных домов и владельцев квартир, а также членом руководства Молодёжного клуба Латвии.
В 2011 году член правления партии ЗаПЧЕЛ Александр Кузьмин был оштрафован Центром государственного языка за распространение 9 мая листовок без перевода на латышский язык.
В 2014 году, будучи кандидатом в депутаты Сейма от РСЛ, секретарь ЛКПЧ Кузьмин допрашивался Полицией безопасности.
В 2015 году при посещении Литвы для участия в международной конференции Кузьмину пришлось покинуть эту страну в связи с получением пятилетнего запрета на въезд в связи с тем, что тамошние власти сочли его серьёзной угрозой национальной безопасности и общественному порядку страны.
В 2018 году назывался в ежегодном отчёте Полиции безопасности об угрозах Латвии.
В 2019 году с ним встречался Верховный комиссар ОБСЕ по делам национальных меньшинств Ламберто Заньер.
В этом же году был приглашённым спикером форума ООН.
В августе 2020 года на выборах в Рижскую думу вновь избран депутатом, обойдя по количеству поданных голосов (12 449) кандидатов, стоявших в списке выше него. Своими приоритетами он называл защиту прав русских детей на образование на родном языке, развитие зелёной энергии и обуздание роста цен на коммунальные услуги.
В апреле 2021 года — участник протестной акции у эстонского посольства в Риге в защиту правозащитника и публициста С. Середенко; подписант письма за него на имя президента Эстонии Керсти Кальюлайд.
Погиб 23 августа 2021 года, попав под поезд. Очевидцы сообщали, что Кузьмин осознанно бежал в сторону поезда.
Новость об этом в российском издании «EADaily» вышла под заголовком «В Латвии трагически погиб лучший правозащитник русской общины Александр Кузьмин». Там же отмечалось, что «он считался лучшим и самым талантливым из правозащитников, защищавших интересы русской общины Латвии». Латвийский комитет по правам человека в связи с последним прощанием с Александром Кузьминым назвал его «одним из самых известных правозащитников Латвии».

## Правозащитная деятельность
А. Кузьмин представлял жертв нарушений прав меньшинств в судах и административных учреждениях разного уровня, читал лекции по правам меньшинств, в частности, на международных молодёжных форумах «Гиперборея-2011» и «Гиперборея-2012» в Карелии (Россия). Как правозащитник Кузьмин выступал и против нарушений прав ЛГБТ.
В 2014 году правозащитная организация «Русская заря» назвала Александра среди «заметных участников русского общественно-политического движения» в Латвии.
В июне 2015 года в качестве исполнительного секретаря Латвийского комитета по правам человека выступал с докладом на пленарном заседании 8-й конференции организаций российских соотечественников Латвии.
Выступал на темы прав меньшинств на ряде конференций, в том числе в 2017 году — на Совещании ОБСЕ; готовил доклады для международных организаций, организовывал «круглые столы».
В 2018 году — докладчик на Балтийском форуме соотечественников.
По свидетельству сопредседателя Латвийского антифашистского комитета (ЛАК) Иосифа Корена про Кузьмина, «под большинством отчётов в авторитетнейшие международные правозащитные организации стояла его подпись, которой там доверяли».
Публицист Владимир Линдерман отмечал, что Кузьмин внес значительный вклад в защиту образования на русском языке в Латвии. В конце 2019-го - начале 2020 года совместно с сопредседателем Латвийского комитета по правам человека Александр подготовил 138 частных жалоб в ЕСПЧ по законам об образовании, принятым в 2018 году и оспоренным депутатами Сейма в Конституционном суде. Депутаты как должностные лица не могли оспаривать негативное решение Конституционного суда в европейских инстанциях, однако это открыло возможность родителям детей, обучающихся в общественных школах, сделать это.
В 2020 году на Baltnews его называли как «одного из самых популярных и узнаваемых политиков РСЛ».
В 2021 году Александр Кузьмин и присяжный адвокат Инесе Никульцева представляли интересы истцов в деле «Савицкий и другие против Латвии» в ЕСПЧ, которое стало 9-м латвийским делом, которое рассматривала Большая судебная палата в составе 17 судей. Иск касался якобы дискриминации неграждан в начислении пенсий по старости: если гражданам трудовой стаж в других республиках СССР засчитывался полностью, то негражданам этот стаж не засчитывался вообще, а в расчёт принималось только время, отработанное в Латвийской ССР. Дело рассматривалось в Конституционном суде в 2011 году, после его отказа оно было подано в ЕСПЧ.

## Публицистика и профессиональные публикации
Автор популярных и научных статей по правам меньшинств и борьбе с ксенофобией в семи печатных изданиях, в том числе в крупнейшем юридическом журнале Латвии «Jurista Vārds», зарубежных журналах «Балтийский мир», «Hope not hate», а также на ряде порталов. Публиковался в изданиях «Вести сегодня», «Час», «Телеграф», в Defending History, ICELDS, на Delfi, Baltnews, gorod.lv, dokole.eu. Соавтор книг «Citizens of a Non-Existent State» (Riga, Averti-R, 2011) и «The White Papers of Hate» (2014; ISBN 978-5-4224-0842-9).
Автор главы по Латвии в ежегодном докладе «State of hate. Far-right extremism in Europe» о крайне правом экстремизме в Европе (2021).
Под редакцией А.Кузьмина и В. Бузаева вышел Список различий в правах граждан и неграждан Латвии (Рига, 2013).
Составитель брошюры Language Policy of Latvia (2021).
Кузьминым подготовлены переводы работ балто-немецких авторов о положении национальных меньшинств в межвоенной Латвии для «Журнала российских и восточноевропейских исторических исследований», публикация которых ожидалась посмертно.
На мнение Кузьмина ссылались ТАСС, Российская газета, РИА Новости, «Парламентская газета», EADaily и др.

## Увлечения
Имел первый разряд по шахматам, на протяжении лет состоял членом рижского Клуба знатоков, участвовал в Википедии (под учётной записью Fuseau). Увлекался историей и философией, а также русским роком.

## Награды
В 2019 году награжден почетным дипломом Правительственной комиссии по делам соотечественников за рубежом РФ.